# 恩仁四世
恩仁四世（拉丁語：Eugunius PP. IV；1383年—1447年2月23日）原名加俾額爾·孔杜爾梅爾（Gabriele Condulmer），1431年3月3日當選教宗，同年3月11日即位至1447年2月23日為止。

## 譯名列表
- 四世：香港天主教教區檔案　歷任教宗 （页面存档备份，存于）作。
- 尤金四世：《大英簡明百科知識庫》2005年版[永久]、國立編譯舘[永久]作尤金。
- 犹金四世：《世界人名翻譯大辭典》1993年版作犹金。